# أبو شرجي (إدلب)
أبو شرجي قرية سورية تتبع ناحية سنجار في منطقة معرة النعمان في محافظة إدلب. بلغ عدد سكانها 507 نسمة في عام 2004 حسب إحصاء المكتب المركزي للإحصاء.